# Бала-Чичкан
Бала-Чичкан — унікальне титаномагнетитове і ванадієве родовище в Киргизстані (Таласький регіон).

## Характеристика
Прогнозні ресурси заліза становлять 1,1 млрд т із вмістом Fe2O3 — 16,42 %.
У руді є титан (237,2 млн т із вмістом ТіО2 — 3,54 %), ванадій (4,02 млн т V2O5 із вмістом 0,06 %), кобальт (3,35 млн т із вмістом 0,05 %).